# Konrad Mayerhoff
Konrad Mayerhoff (* 14. April 1901 in Chemnitz; † 27. Oktober 1969 in Hamburg) war ein deutscher Schauspieler bei Bühne, Film und Fernsehen sowie Theaterregisseur.

## Leben
Der Sohn des Kantors und Kirchenmusikdirektors Robert Franz Mayerhoff erhielt seine Schauspielausbildung bei Daniel  und begann seine künstlerische Laufbahn 1920 in Dresden und am Leipziger Schauspielhaus. Anschließend ging er ins schlesische Hirschberg und an andere deutsche Provinzbühnen und trat in den gesamten 1930er Jahren am Theater seiner Heimatstadt Chemnitz auf. Dort war er in der letzten Spielzeit 1938/39 auch als Spielleiter (Regisseur) tätig. Die Kriegsjahre verbrachte Konrad Mayerhoff überwiegend an Berliner Bühnen. In der Reichshauptstadt trat er am Theater des Volkes und dem Neuen Lustspielhaus auf. 1941/42 trat er am Deutschen Theater im besetzten Oslo (Norwegen) auf, zuletzt, Spielzeit 1943/44, hatte Mayerhoff eine Gastspieldirektion.

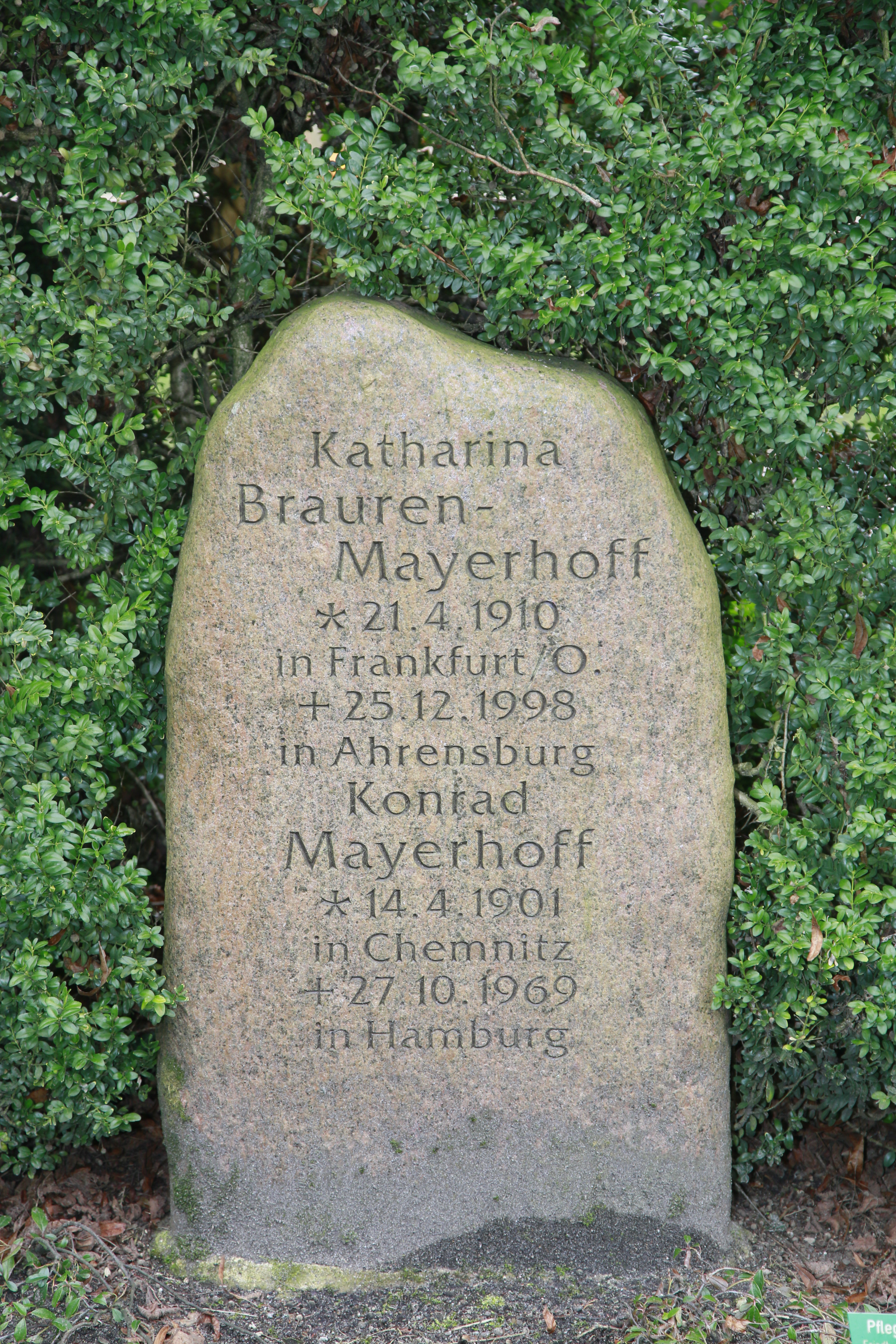
Grab von Konrad Mayerhoff

Nach Kriegsende übersiedelte Konrad Mayerhoff nach Hamburg, wo er bei der Real-Film auch zu filmen begann. Seine Bühnenstationen in der Hansestadt waren die Komödie, das Theater im Zimmer, das Intime Theater und zuletzt Das junge Theater. 1953 bis 1957 war er vier Spielzeiten lang Ensemblemitglied des Staatstheaters Wiesbaden, wo man ihn u. a. als McLean in „Das kleine Teehaus“, als Mitteldorf in „Der Biberpelz“, als Hektor in „Leokadia“, als Demokos in „Der trojanische Krieg findet nicht statt“ und als Daniel in „Die Räuber“ sehen konnte. Von 1959 bis 1960 war Konrad Mayerhoff am Frankfurter Theater am Roßmarkt engagiert. In den 1960er Jahren kehrte er nach Hamburg zurück und spielte dort erneut am Theater im Zimmer.
Mayerhoffs Rollen bei Film und Fernsehen kamen nur selten über Chargenpartien hinaus. Seinen letzten TV-Auftritt absolvierte er im Kriminalfilm „Exklusiv!“. Dieser bereits in Mayerhoffs Todesjahr 1969, also noch vor dem offiziellen Start der Tatort-Reihe (1970), gedrehte Film mit Kriminalkommissar Trimmel (Walter Richter) als Polizeiermittler, wurde nachträglich dieser ARD-Krimireihe eingefügt und als „Tatort“-Folge verspätet, 1971, erneut ausgestrahlt.
Seit 1938 war der Künstler auch als Synchronsprecher und in Märchen-Hörspielen (z. B. als Kastellan in Hui Buh) tätig.
Konrad Mayerhoff war mit der Schauspielerin Katharina Brauren verheiratet. Ihr Grab befindet sich auf dem evangelischen Friedhof in Ahrensburg.

## Filmografie
- 1948: Blockierte Signale
- 1949: Nur eine Nacht
- 1950: Der Schatten des Herrn Monitor
- 1950: Das gestohlene Jahr
- 1951: Kommen Sie am Ersten
- 1951: Engel im Abendkleid
- 1952: Rosen blühen auf dem Heidegrab
- 1953: Staatsanwältin Corda
- 1953: Dame Kobold (TV-Film)
- 1955: Der Major und die Stiere
- 1956: Von der Liebe besiegt
- 1959: Affäre Dreyfus (TV-Film)
- 1960: Jenseits des Rheins (Le Passage du Rhin)
- 1960: Die Friedhöfe
- 1960: Parkstraße 13 (Fernsehserie)
- 1961: Das Rätsel der roten Orchidee
- 1961: Eine Geschichte aus Soho – Nerz ist in der kleinsten Hütte (Fernsehserie)
- 1962: Die Rebellion
- 1962: Das Schloß
- 1962: Rose Bernd
- 1963: Am Herzen kann man sich nicht kratzen
- 1963: Hafenpolizei (eine Folge der TV-Krimireihe)
- 1964: Wölfe und Schafe
- 1964: Das Mietshaus
- 1964: Mord
- 1965: Die Katze im Sack
- 1965: Abenteuerliche Geschichten (eine Folge der TV-Serie)
- 1965: Der heimliche Teilhaber
- 1965: Der Fall Maria Schäfer
- 1965: Ein Tag – Bericht aus einem deutschen Konzentrationslager 1939
- 1965: Irrungen – Wirrungen
- 1966: Die Ermittlung
- 1966: Polenblut
- 1966: Gideon
- 1966: Hinter diesen Mauern
- 1967: Der zerbrochene Krug
- 1967: Ein Fall für Titus Bunge (eine Folge der TV-Serie)
- 1967: Die Verfolgung und Ermordung Jean Paul Marats
- 1968: Die Unverbesserlichen … und ihre Sorgen
- 1969: Neu-Böseckendorf
- 1969: Dem Täter auf der Spur (zwei Folgen der TV-Krimireihe)
- 1969: Exklusiv!
- 1969: Ein Jahr ohne Sonntag (TV-Serie, 3 Folgen)